# Semana santa en Acapulco
Semana Santa en Acapulco  o Viacrucis nacional es una película de comedia y drama mexicana de 1981, escrita y dirigida por Luis Alcoriza, y protagonizada por Lucha Villa, David Reynoso, Teresa Velázquez y Rosita Bouchot. Esta película es parte de una serie de películas a color centradas en la escenografía de Acapulco, compuesta por Vacaciones en Acapulco (1961), Fun in Acapulco (1963) y Reventón en Acapulco (1980), cuya trama y secuencia son similares y/o diferentes.

## Resumen
La historia trata del vía crucis que viven los capitalinos al salir de vacaciones de Semana Santa a las playas del país: 
Desde que salen de la Ciudad de México, comienza el viacrucis: primero para pasar la caseta, que debido a la gran cantidad de vacacionistas saliendo, se vuelve muy lenta la salida. Después, en el camino se les descompone la camioneta y hasta muy tarde un carro de un sacerdote y dos monjas les ayudan a arreglar la camioneta y pueden seguir su camino.
Debido a los problemas en el camino, llegan tarde y ya habían dado sus cuartos a otros paseantes y lo único que consiguen es que les presten un rato el cuarto para que reposen el viaje. Esta película también trata sobre la discriminación que sufren los mexicanos dentro de su misma nación, ya que  todos les cobran en dólares y en algunos lugares les niegan la entrada.
Las dos parejas, por estar disfrutando la playa, descuidan al niño y se pierde.
La novia de "Benito" se enferma por unos mariscos y la tienen que llevar a la Cruz Roja, no sin antes llevar a un doctor que les cobra 20 dólares la consulta.
Siguen los problemas: David Reynoso choca levemente el carro de un júnior el cual lo agrede con un patadón en la cara y encima de esto se lo llevan detenido. Ya estando en la delegación, escucha la voz quejumbrosa de su mujer que había sido conducida por escandalizar ebria en la playa luego de unirse a un grupo de hippies gringos cuando buscaba a su hijo perdido. Se la lleva luego de pagar las respectivas multas.
Ya para regresarse a la Ciudad de México, ponen gasolina pero ya no traían dinero, entonces el niño les dice que el tiene dinero producto de cantarle a los gringos.
Una vez llegando a su casa, abren la cortina de su lavandería y se dan cuenta de que los robaron, el cuñado Benito pronto da parte a las autoridades. El niño le dice a su papá que anda un ladrón en la azotea y David Reynoso se sube con pistola en mano, y al ver que solo era un gato, hace cuatro disparos al aire. En eso va pasando la policía y se detienen a ver quién está disparando. Y a ahí termina diciendo: "Ya Señor, no me cargues la mano, porque te voy a ganar".

## Elenco
- Lucha Villa como Chabela
- David Reynoso como Silverio "El Chato"
- Luis Manuel Pelayo como Benito
- Teresa Velázquez como Yoli
- Federico Villa como Cantante
- Freddy Fernández "El Pichi" como Lalo Pantoja
- Gabriel González como Jorgito
- Rosita Bouchot como Prostituta
- Abril Campillo como Recamarera de hotel
- Martha de Castro como Esposa turista
- Lilian Campos
- Carlos León como Esposo turista
- Laura León como Prosituta pelirroja
- Elu Savala como Turista gringa
- Sandra Boyd como Mujer de Chagoya
- Fernando Pinkus como Sr. Chagoya
- Jesús Gómez como Apolonio, turista
- Francisco Llopis como Sacerdote
- Renata Dumont
- Nicolás Jasso como Padrot
- Aldo Prado
- Eduardo Tejeda
- Rafael Alcaide
- Socorro Juarez
- Reyna Dumont
- Humberto Vilchis
- Graciela Uriegas
- Rolando Pimentel